# Месара

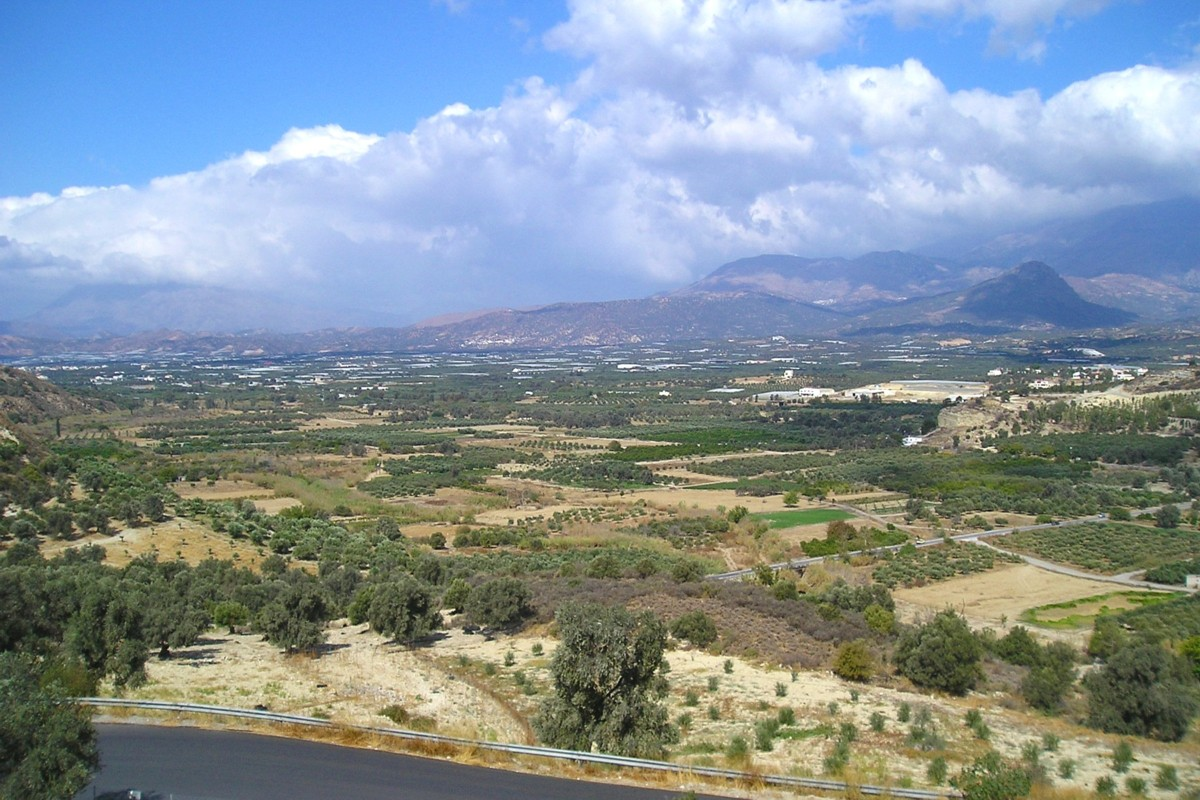
Месара

Месара (Мессара, Месарская низменность, греч. Μεσαρά) — аллювиальная равнина (низменность) на южном побережье Крита протяжённостью около 50 км с запада на восток и 7 км с севера на юг, что делает её крупнейшей низменностью острова.
На северо-западе равнины расположена гора Ида — высочайшая точка Крита. В западной части Месары находятся развалины древнего города Феста, в центре, при реке Еропотамос (Лефей) — останки города Гортина.

Монастырь Панагия Каливиани
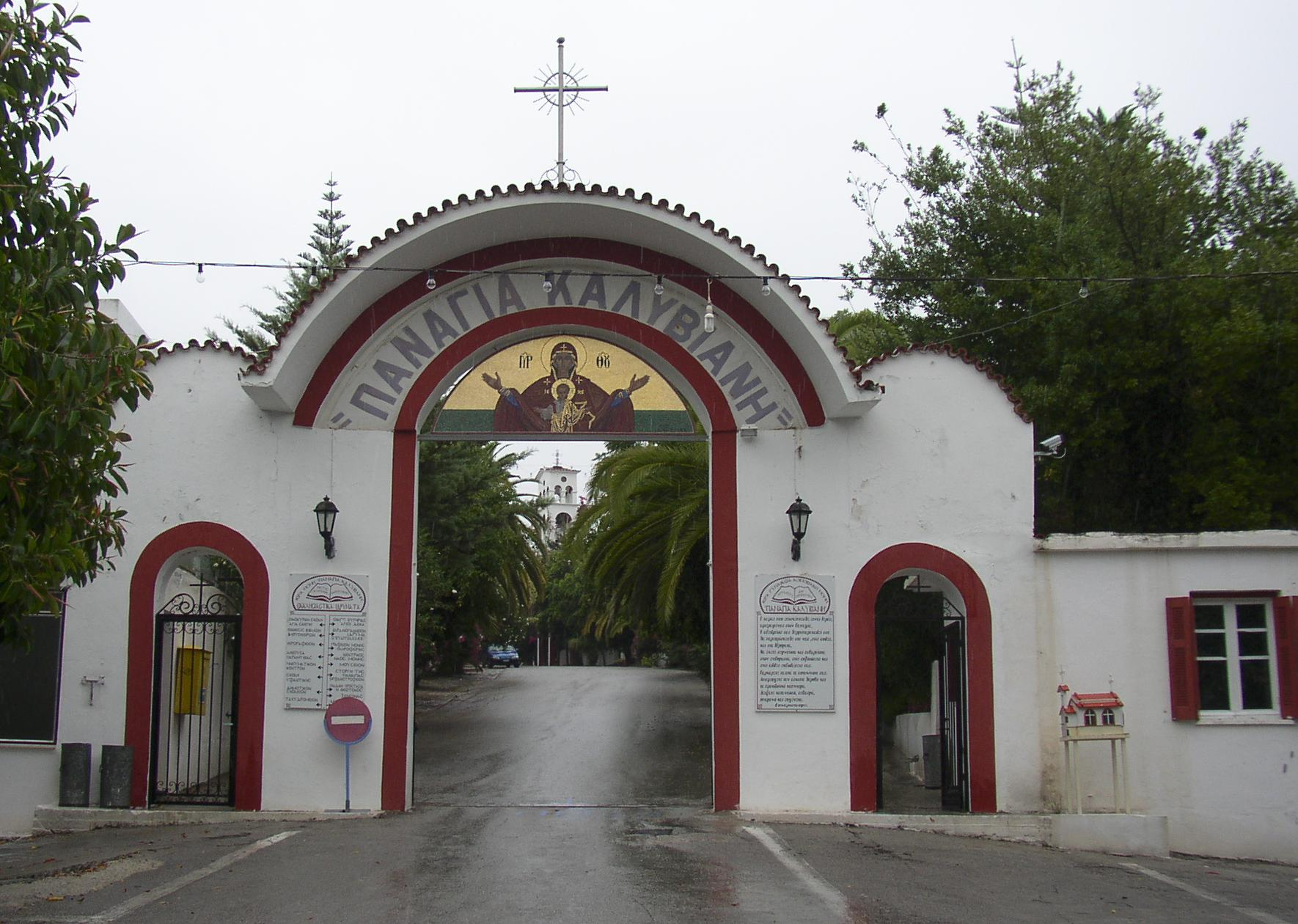
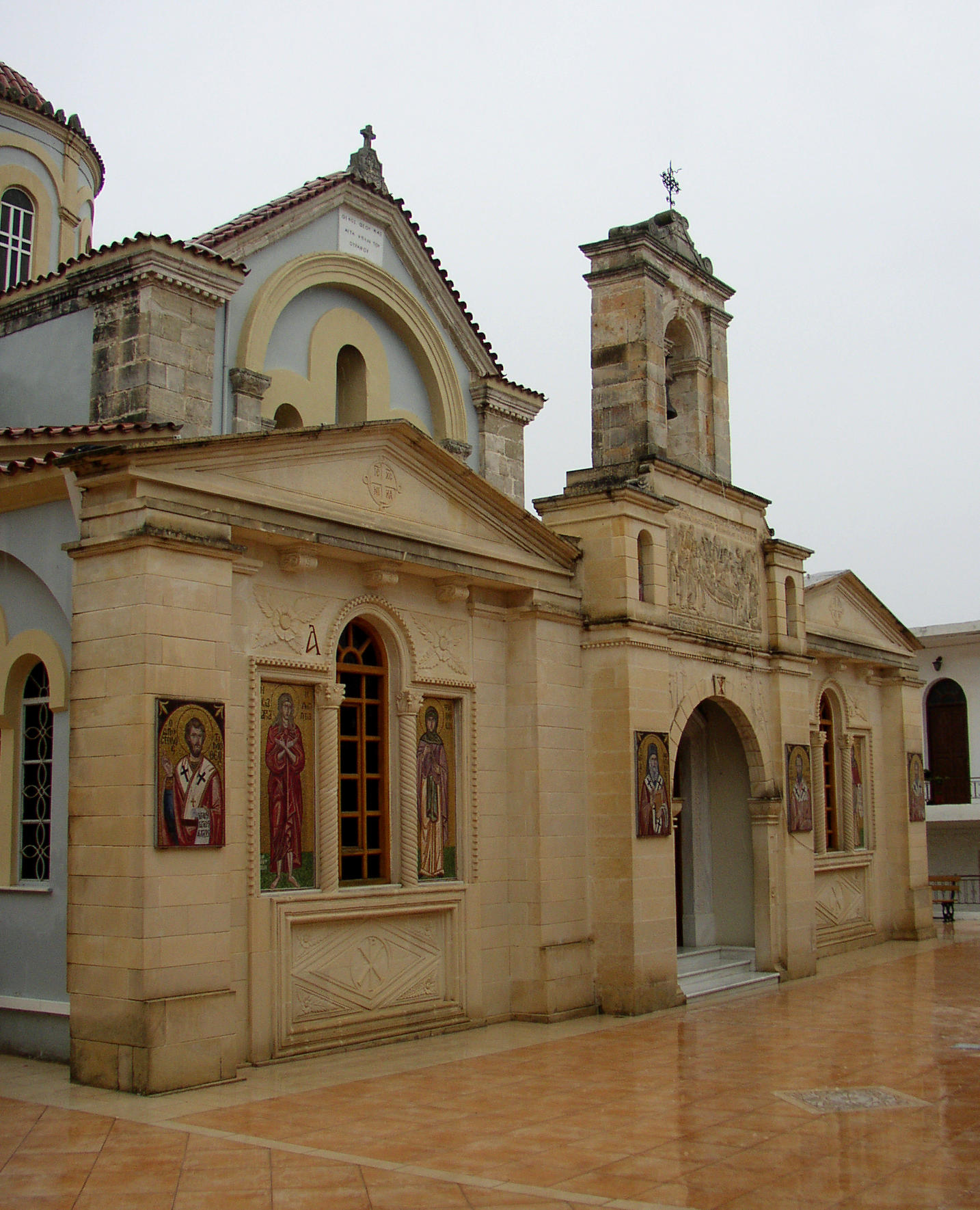